# Dmitrij Rosinkevitj
Dmitrij Vasiljevitj Rosinkevitj (på russisk: Дмитрий Васильевич Розинкевич) (født 1. oktober 1974 i Svetly, Sovjetunionen) er en russisk tidligere roer.
Rosinkevitj var en del af den russiske otter, der vandt en bronzemedalje ved OL 1996 i Atlanta. Pavel Melnikov, Andrej Glukhov, Anton Tjermasjentsev, Vladimir Sokolov, Nikolaj Aksjonov, Sergej Matvejev, Roman Montjenko, Vladimir Volodenkov og styrmand Aleksandr Lukjanov udgjorde resten af besætningen. Han var også med i otteren ved OL 2000 i Sydney, hvor russerne dog kun opnåede en 9. plads.
Rosinkevitj vandt desuden en VM-bronzemedalje i otter ved VM 1999 i Canada og en EM-sølvmedalje i samme disciplin ved EM 2008 i Grækenland.

## OL-medaljer
- 1996:  Bronze i otter